# Acromyrmex subterraneus

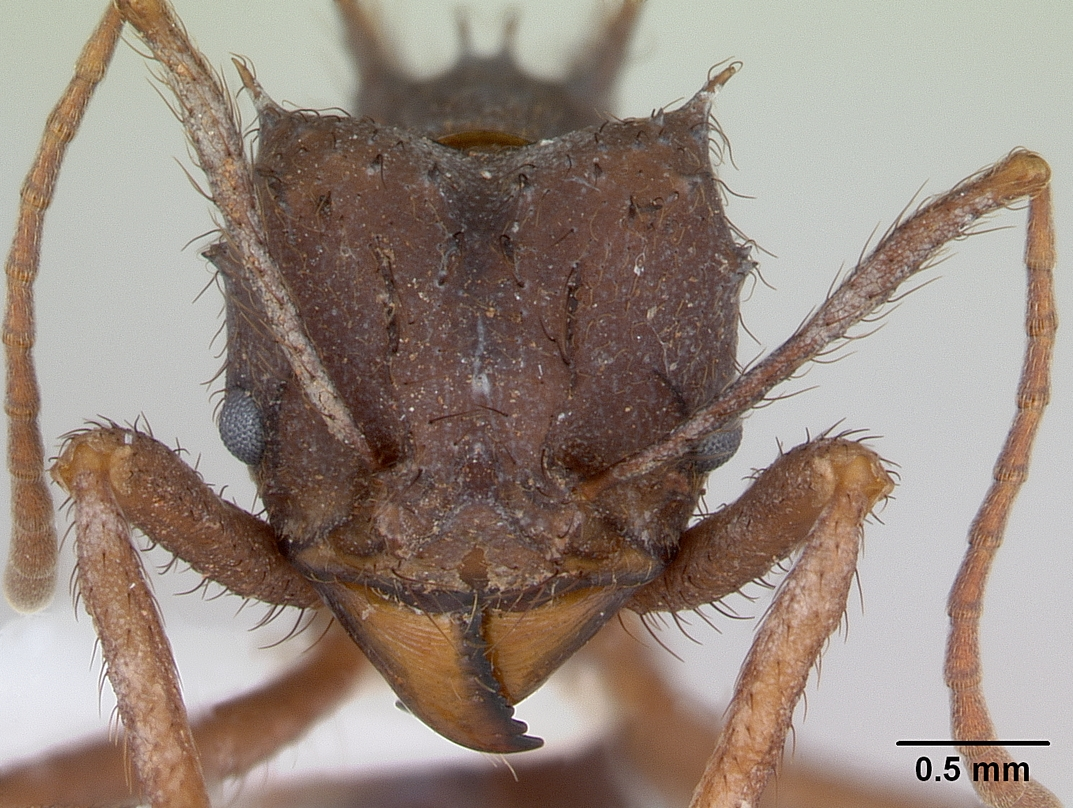

Acromyrmex subterraneus (лат.) — вид муравьёв-листорезов из трибы грибководов Attini подсемейства Myrmicinae (Formicidae).

## Описание
Неотропика: Аргентина, Боливия, Бразилия, Парагвай. Длина солдат до 8,3 мм, основная окраска тела светло-коричневый (местами желтоватый). На груди развиты длинные острые шипы, в том числе, длинные и направленные вперёд передне-боковые острые плечевые шипы пронотума, а также примерно равной длины срединно-боковые и задние мезонотальные шипы. Брюшные бугорки расположены в 4 ряда. Имеют хозяйственное значение благодаря своим густонаселённым муравейникам, могут вредить культурным растениям, срезая их листья. Характерны своим тесным симбиозом с грибами, выращиваемыми в земляных муравейниках на основе листовой пережёванной массы.
В 2007 году в гнёздах был обнаружен социальный паразит Acromyrmex ameliae, а в 2013 году описан личиночный паразитоид рода Szelenyiopria из семейства хальциноидных наездников Diapriidae.
Диплоидный набор хромосом 2n = 38.

## Классификация
Вид был впервые описан в 1893 году швейцарским мирмекологом Огюстом Форелем по материалам из Бразилии. Сходен с видами Acromyrmex rugosus (у него также 4 ряда брюшных бугорков и пронотальные шипы с прямыми кончиками), Acromyrmex crassispinus и Acromyrmex hispidus (у двух последних видов брюшные бугорки расположены неупорядоченно, а пронотальные шипы с изогнутыми назад кончиками). Отличается от Acromyrmex rugosus примерно равным по размерам шипами груди (у A. rugosus среднегрудные мезонотальные шипы с широким основанием и более крупные, чем другие грудные шипы). Подвидовые формы отличаются окраской.